# Centrolene
Centrolene es un género de anfibios anuros de la familia de las ranas de cristal (Centrolenidae). Se distribuyen por el piedemonte de los Andes desde Colombia al sur de Perú, también en la Cordillera de la Costa de Venezuela y en la región de las Guayanas. Habita en bosques tropicales húmedos.

## Especies

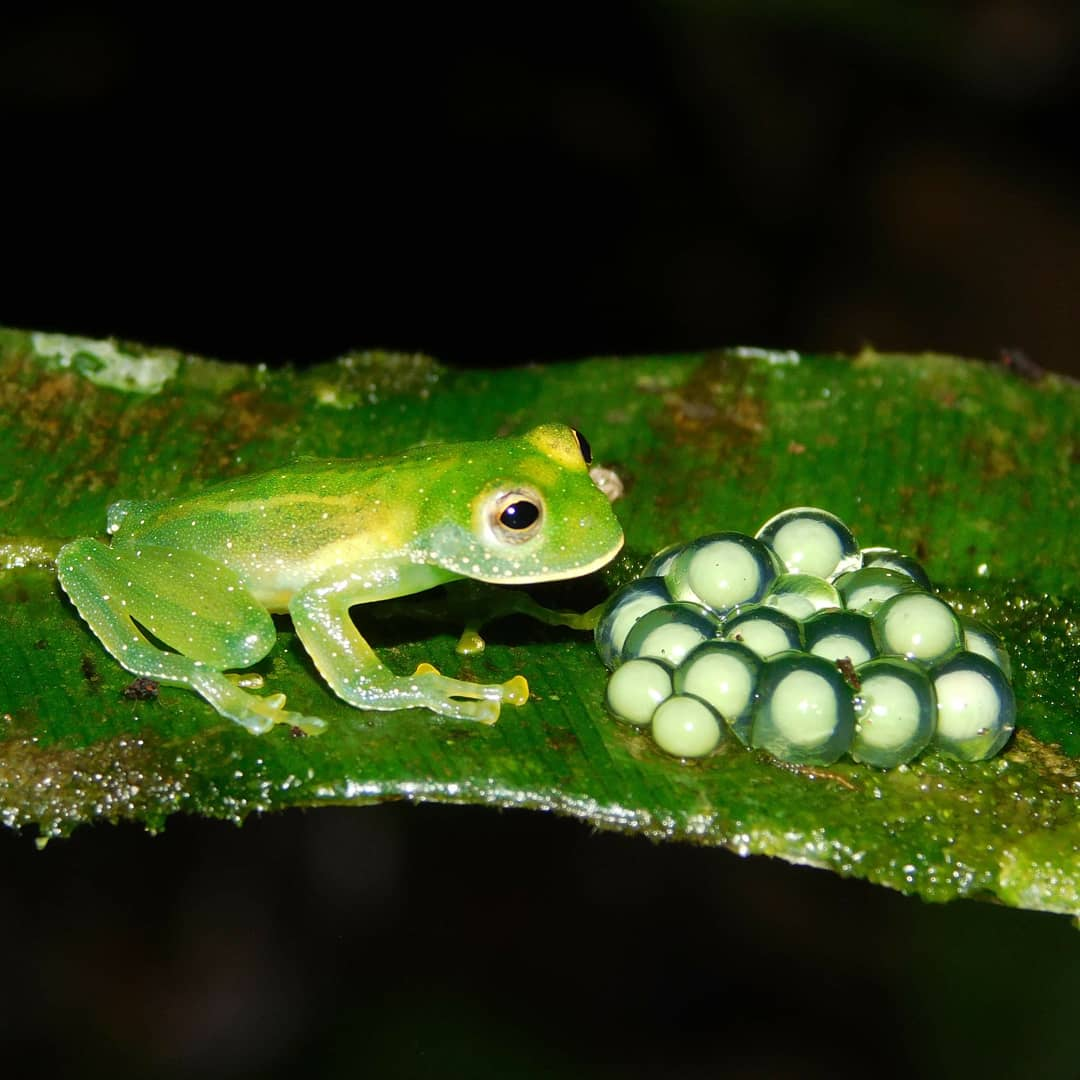
Macho de Centrolene savagei protegiendo sus huevos.

Se reconocen las siguientes 29 especies:
- Centrolene altitudinalis (Rivero, 1968).
- Centrolene antioquiensis (Noble, 1920).
- Centrolene ballux (Duellman & Burrowes, 1989).
- Centrolene buckleyi (Boulenger, 1882).
- Centrolene camposi Cisneros-Heredia, Yánez-Muñoz, Sánchez-Nivicela & Ron, 2023.[2]
- Centrolene charapita[3] Twomey, Delia & Castroviejo-Fisher, 2014.
- Centrolene condor Cisneros-Heredia & Morales-Mite, 2008.
- Centrolene daidalea (Ruiz-Carranza & Lynch, 1991).
- Centrolene geckoidea Jiménez de la Espada, 1872.
- Centrolene elisae Franco-Mena, Vega-Yánez, Reyes-Puig & Guayasamin, 2024[4]
- Centrolene ericsmithi Cisneros-Heredia, Yánez-Muñoz, Sánchez-Nivicela & Ron, 2023.[2]
- Centrolene heloderma (Duellman, 1981).
- Centrolene hesperia (Cadle & McDiarmid, 1990).
- Centrolene huilensis Ruiz-Carranza & Lynch, 1995.
- Centrolene hybrida Ruiz-Carranza & Lynch, 1991.
- Centrolene kutuku Ron, García, Brito-Zapata, Reyes-Puig, Figueroa-Coronel & Cisneros-Heredia, 2024[5]
- Centrolene lemniscata Duellman & Schulte, 1993.
- Centrolene lynchi (Duellman, 1980).
- Centrolene marcoreyesi Franco-Mena, Székely, Culebras, Batallas-Revelo, Pablo Reyes-Puig & Guayasamin, 2024[4]
- Centrolene muelleri Duellman & Schulte, 1993.
- Centrolene notosticta Ruiz-Carranza & Lynch, 1991.
- Centrolene paezorum Ruiz-Carranza, Hernández-Camacho & Ardila-Robayo, 1986.
- Centrolene peristicta (Lynch & Duellman, 1973).
- Centrolene pipilata (Lynch & Duellman, 1973).
- Centrolene sabini Catenazzi, Von May, Lehr, Gagliardi-Urrutia & Guayasamin, 2012.[6]
- Centrolene sanchezi Ruiz-Carranza & Lynch, 1991.
- Centrolene savagei (Ruiz-Carranza & Lynch, 1991).
- Centrolene solitaria (Ruiz-Carranza & Lynch, 1991).
- Centrolene venezuelense (Rivero, 1968).

Hasta hace poco las siguientes especies estaban incluidas dentro de Centrolene, pero actualmente se consideran incertae sedis:
- Centrolene acanthidiocephalum (Ruiz-Carranza & Lynch, 1989).
- Centrolene azulae (Flores & McDiarmid, 1989).
- Centrolene litorale Ruiz-Carranza & Lynch, 1996.
- Centrolene medemi (Cochran & Goin, 1970).
- Centrolene petrophilum Ruiz-Carranza & Lynch, 1991.
- Centrolene quindianum Ruiz-Carranza & Lynch, 1995.
- Centrolene robledoi Ruiz-Carranza & Lynch, 1995.